# Wilson Chandler
Wilson Chandler (ur. 10 maja 1987 w Benton Harbor) – amerykański koszykarz grający na pozycji niskiego skrzydłowego, obecnie zawodnik Zhejiang Guangsha Lions.

## Przebieg kariery

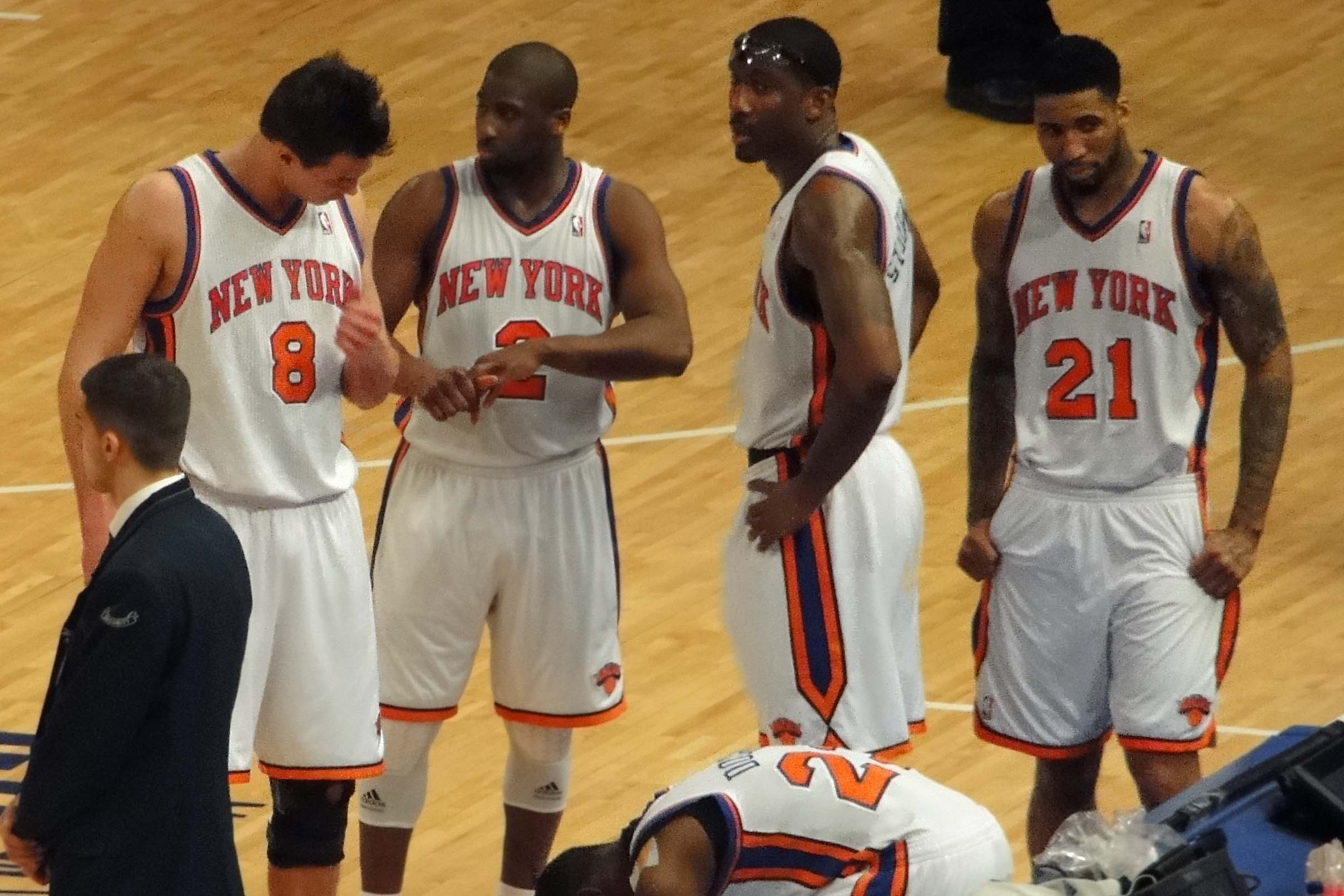
Danilo Gallinari, Raymond Felton, Amar'e Stoudemire, Wilson Chandler i Toney Douglas (schyla się) z New York Knicks, 27 stycznia 2011, przeciwko Miami Heat.

Wilson Chandler uczęszczał do Benton Harbor High School w Michigan. W 2005 został uznany najlepszym zawodnikiem szkół średnich stanu Michigan (Michigan Mr. Basketball), zaliczono go także do III składu Parade All-American.
W latach 2005–2007 grał w drużynie uniwersyteckiej DePaul Blue Demons. Po dwóch latach gry w college'u zdecydował się przystąpić do draftu NBA. W drafcie został wybrany z numerem dwudziestym trzecim przez zespół New York Knicks. W pierwszym sezonie zaufanie ówczesnego trenera Isiaha Thomasa zdobył, gdy Knicks tracili szanse na udział w playoff, zagrał w jedynie 35 meczach, z czego 16 rozpoczynając w pierwszej piątce, zdobywając średnio 7,3 punku na mecz. W drugim sezonie w NBA stał się ważnym zawodnikiem pierwszej piątki, poprawiając swoje statystyki w prawie każdej kategorii.
6 lipca 2018 wraz z przyszłym wyborem II rundy draftu trafił do Philadelphia 76ers w zamian za zobowiązania gotówkowe.
6 lutego 2019 trafił w wyniku wymiany do Los Angeles Clippers. 8 lipca 2019 został zawodnikiem Brooklyn Nets.
8 września 2020 po raz kolejny w karierze został zawodnikiem chińskiego Zhejiang Guangsha Lions.

## Osiągnięcia
Stan na 10 września 2020, na podstawie, o ile nie zaznaczono inaczej.
NCAA
- Zaliczony do:
  - I składu najlepszych pierwszorocznych zawodników Big East (2006)
  - II składu Big East (2007)

NBA
- Uczestnik Rising Stars Challenge (2009)

## Statystyki
Na podstawie Basketball-Reference.com (ang.)

Stan na koniec sezonu 2019/20

### Sezon regularny
| Sezon   | Drużyna       | M   | S5  | MPG  | FG%   | 3P%   | FT%   | RPG | APG | SPG | BPG | PPG  |
| ------- | ------------- | --- | --- | ---- | ----- | ----- | ----- | --- | --- | --- | --- | ---- |
| 2007/08 | New York      | 35  | 16  | 19,6 | 43,8% | 30,0% | 63,0% | 3,6 | 0,9 | 0,4 | 0,5 | 7,3  |
| 2008/09 | New York      | 82  | 70  | 33,4 | 43,2% | 32,8% | 79,5% | 5,4 | 2,1 | 0,9 | 0,9 | 14,4 |
| 2009/10 | New York      | 65  | 64  | 35,7 | 47,9% | 26,7% | 80,6% | 5,4 | 2,1 | 0,7 | 0,8 | 15,3 |
| 2010/11 | New York      | 51  | 30  | 34,5 | 46,1% | 35,1% | 80,7% | 5,9 | 1,7 | 0,7 | 1,4 | 16,4 |
| 2010/11 | Denver        | 21  | 19  | 30,6 | 41,9% | 34,7% | 81,0% | 5,0 | 1,6 | 0,7 | 1,1 | 12,5 |
| 2011/12 | Denver        | 8   | 6   | 26,9 | 39,2% | 25,0% | 83,3% | 5,1 | 2,1 | 0,8 | 0,8 | 9,4  |
| 2012/13 | Denver        | 43  | 8   | 25,1 | 46,2% | 41,3% | 79,3% | 5,1 | 1,3 | 1,0 | 0,3 | 13,0 |
| 2013/14 | Denver        | 62  | 55  | 31,1 | 41,6% | 34,8% | 72,4% | 4,7 | 1,8 | 0,7 | 0,5 | 13,6 |
| 2014/15 | Denver        | 78  | 75  | 31,7 | 42,9% | 34,2% | 77,5% | 6,1 | 1,7 | 0,7 | 0,4 | 13,9 |
| 2016/17 | Denver        | 71  | 33  | 30,9 | 46,1% | 33,7% | 72,7% | 6,5 | 2,0 | 0,7 | 0,4 | 15,7 |
| 2017/18 | Denver        | 74  | 71  | 31,7 | 44,5% | 35,8% | 77,2% | 5,4 | 2,1 | 0,6 | 0,5 | 10,0 |
| 2018/19 | Philadelphia  | 36  | 32  | 26,4 | 44,0% | 39,0% | 72,2% | 4,7 | 2,0 | 0,6 | 0,5 | 6,7  |
| 2018/19 | L.A. Clippers | 15  | 1   | 15,1 | 34,8% | 32,5% | 71,4% | 3,1 | 0,7 | 0,2 | 0,2 | 4,3  |
| 2019/20 | Brooklyn      | 35  | 3   | 21,0 | 40,4% | 30,6% | 87,0% | 4,1 | 1,1 | 0,5 | 0,3 | 5,9  |
| Razem   |               | 676 | 483 | 30,0 | 44,3% | 34,1% | 77,0% | 5,3 | 1,8 | 0,7 | 0,6 | 12,5 |

### Play-offy
| Sezon | Drużyna       | M  | S5 | MPG  | FG%   | 3P%   | FT%   | RPG | APG | SPG | BPG | PPG  |
| ----- | ------------- | -- | -- | ---- | ----- | ----- | ----- | --- | --- | --- | --- | ---- |
| 2011  | Denver        | 5  | 2  | 23,0 | 27,6% | 14,3% | 77,8% | 4,4 | 0,4 | 0,6 | 0,8 | 4,8  |
| 2013  | Denver        | 6  | 6  | 34,2 | 35,5% | 31,0% | 75,0% | 5,5 | 1,3 | 1,3 | 0,5 | 12,0 |
| 2019  | L.A. Clippers | 4  | 0  | 13,0 | 31,3% | 10,0% | 100%  | 1,5 | 0,5 | 0,5 | 0,0 | 3,8  |
| Razem |               | 15 | 8  | 24,8 | 33,1% | 23,9% | 80,0% | 4,1 | 0,8 | 0,9 | 0,5 | 7,4  |